# One Kind Favor
One Kind Favor è un album discografico in studio dell'artista blues B.B. King, pubblicato nel 2008.
Nell'ambito dei Grammy Awards 2009 il disco è stato premiato nella categoria Best Traditional Blues Album.

## Tracce
1. See That My Grave Is Kept Clean (Blind Lemon Jefferson)
2. I Get So Weary (T-Bone Walker)
3. Get These Blues Off Me (Lee Vida Walker)
4. How Many More Years (Chester Burnett)
5. Waiting for Your Call (Oscar Lollie)
6. My Love Is Down (Lonnie Johnson)
7. The World Is Gone Wrong (Walter Vinson, Lonnie Chatmon)
8. Blues Before Sunrise (John Lee Hooker)
9. Midnight Blues (John Willie "Shifty" Henry)
10. Backwater Blues (Big Bill Broonzy)
11. Sitting on Top of the World (Walter Vinson, Lonnie Chatmon)
12. Tomorrow Night (Lonnie Johnson)